# ブレン軽機関銃
ブレン軽機関銃（ブレンけいきかんじゅう、英: Bren Light Machine Gun）、通称ブレンガンは、1930年代から広く使用されたイギリス製の軽機関銃である。特に第二次世界大戦中、イギリス軍とその同盟国軍で、歩兵部隊で多用された。その後も、朝鮮戦争、フォークランド紛争、湾岸戦争に至るまで使用され続けた。

## 概要
1930年代、イギリス軍は新型軽機関銃について競作を行った。結果、採用されたチェコスロバキアのZB vz 26軽機関銃の、使用弾薬を.303ブリティッシュ弾に変更してライセンス生産したのがブレン軽機関銃である。1950年代からは、7.62x51mm NATO弾が使えるように改修され、L4として運用され続けた。二脚が標準装備されているが、初期生産型のMk.Iは三脚に搭載して重機関銃としても運用できる。また車両への搭載例も多い。
イギリス軍の後の作戦では、ベルト装弾式のL7汎用機関銃（FN MAGをベースにしたもの）に置き換えられた。また、分隊支援火器としては、5.56x45mm NATO弾を使用するL86（SA80の分隊支援バージョン）や、ミニミ軽機関銃（イギリス名L108、L110）に置き換えられた。

## 開発経緯

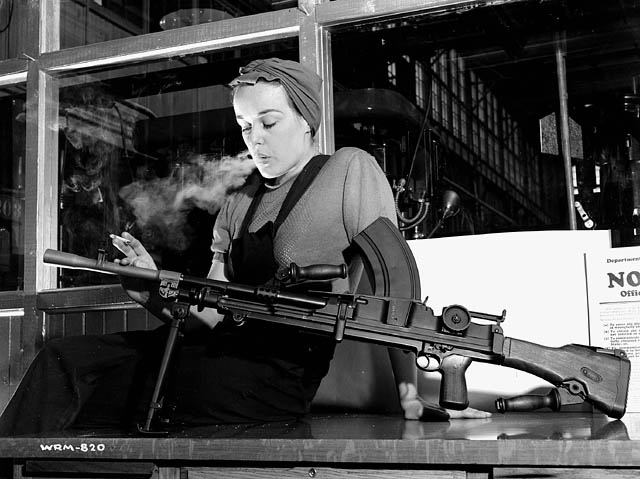
「ロニー・ザ・ブレンガン・ガール」ことヴェロニカ・フォスター（1941年5月10日、イングリスの軍需工場にて）

イギリス陸軍は1935年、ルイス軽機関銃などに代わる新型軽機関銃の競作（トライアル）を実施、その結果、チェコスロバキアのブルノ（Brno）ZB vz 26軽機関銃系列のZB27が、ブローニング・アームズ社のBARやマドセン社などを破って採用され、ライセンス生産契約が結ばれた。若干の設計変更が行われ、最も大きな変更点は、弾薬に.303ブリティッシュ弾を使用するために、リム（起縁）付きの銃弾の形状に合わせて弾倉を直線箱形から湾曲箱形に切り替えたことと、銃身およびガスチューブ・ガスピストンの設計を変更したことである。ブレン（Bren）の名前は、「Brno」と「Enfield」から採られている。エンフィールドには、ロイヤル・スモール・アームズ・ファクトリー（RSAF）がある。
動作は、原型のZB26系列のままガスオペレーション式で、弾薬はイギリス軍の当時の標準小銃、エンフィールド Mk.4（No.4とも）のものと共通化している。発射速度はモデルによるが毎分約480-540発である。持続射撃を行って銃身過熱（オーバーヒート）を起こした時や、銃身が摩耗した時などのために、スペア銃身に即座に交換できる設計も原型と同じである。さらにL4A4以降からは銃身にクロム処理が行われ、耐久性が向上している。
作動機構は、オープンボルト式のガス圧作動方式であり、ティルトボルト式のボルト閉鎖機構が採用されている。原型のZB26系列と同様に、ガスピストンロッド上面の傾斜面によってボルト後部が上下に操作され、ガスピストンロッドの前方への移動によりボルト後部が上昇し（ボルトは水平状態となる）、ボルト後部上面の突起が上部レシーバーの天井の切り込みにかみ合いボルトが閉鎖され、ガスピストンロッドの後方への移動によりボルト後部が下降し（ボルトは後部が斜めに下がった状態となる）ボルトが開放される。
オリジナルのZB26との一番大きな違いは銃身とガスチューブのデザインで、ZB26が銃口付近にガスブロックを備え、ここからガスチューブへ発射ガスを導入しているのに対し、ブレンガンのガスブロック兼レギュレーターは銃身中央付近に移され、4段階に調節するよう改められた。またZB26の銃身は環形の空冷リブを備えていたが、ブレンガン銃身の外面にはリブやフルート（縦溝）のような加工は施されていない。
この銃はベルト給弾式の機関銃よりもはるかに軽く、それにより移動や、さらには立射なども容易になっている。弾倉は、以前の50連ベルト給弾を使う場合などのように弾薬が汚れることを防いだ。

## 運用

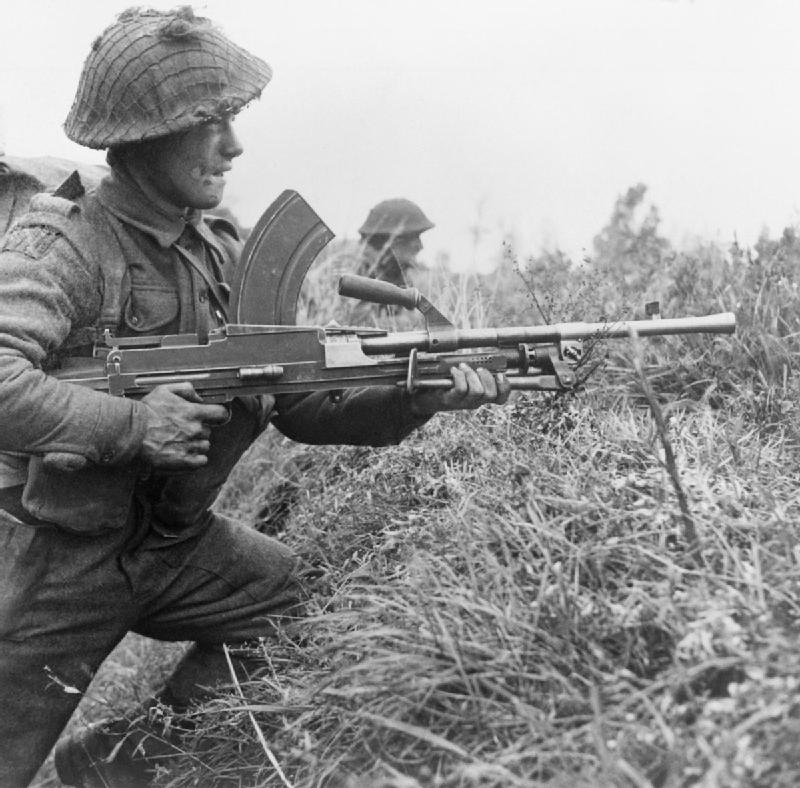
ブレンガンを使用するイギリス兵（1944年）

ブレンガンは、他の武器と同様、弾倉のバネが強すぎることによる給弾不良やジャム（弾詰まり）を防ぐために、通常28-29発だけ装填して使用された。なお対空用途には、100連のドラムマガジンも使われた。
ブレンガンは、Mk.Iでは約8.7kgと軽機関銃としては平均的な重量で、このことは作戦中に、軽機関銃としてだけでなく、三脚に載せて重機関銃（イギリス軍の分類では厳密には中機関銃）として、射手と装填手の2名での持続射撃を行うことも可能とした。長距離の行軍時にはしばしば分解され、二人の兵士が分担して運ぶことがあった。

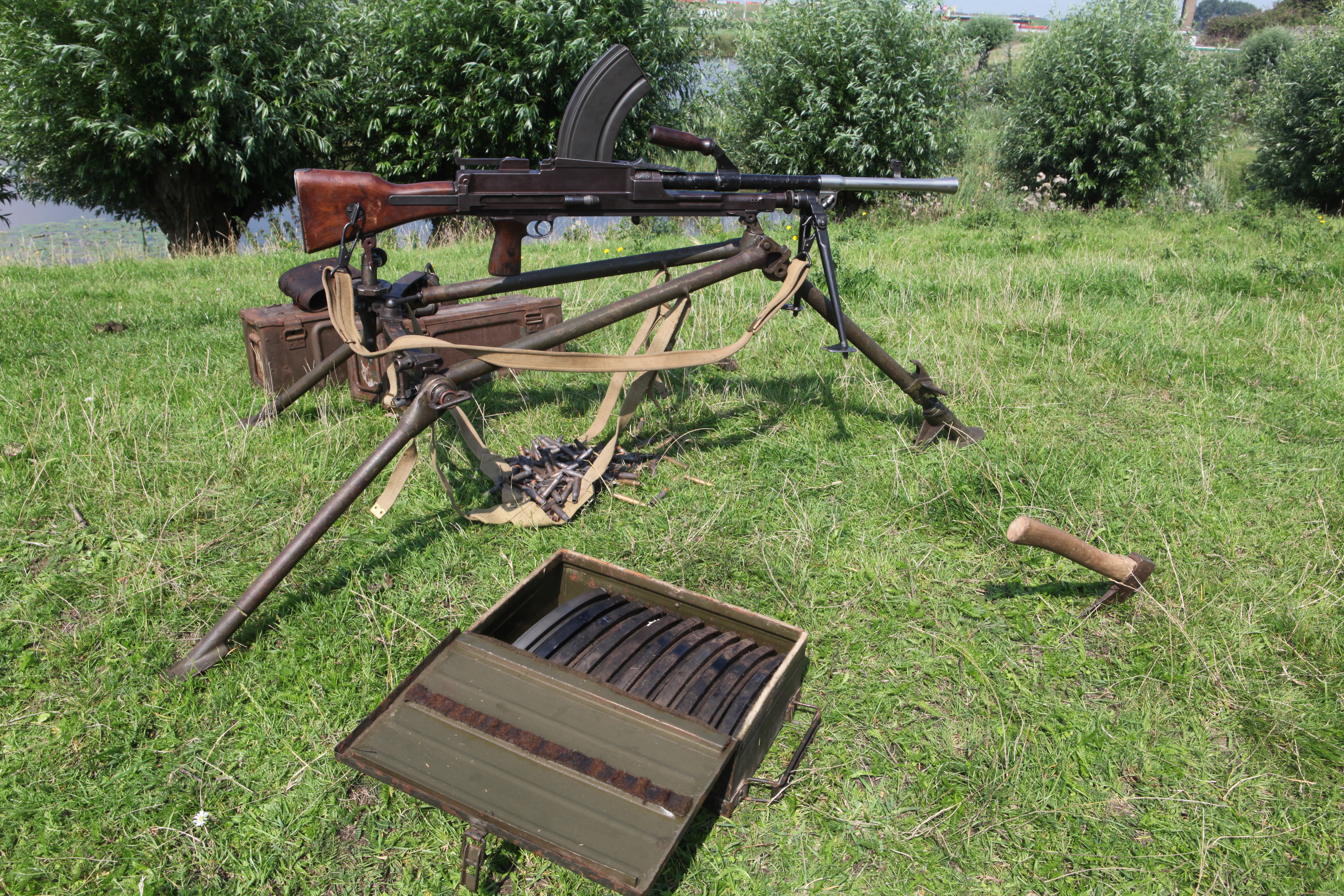
三脚に載せられ重機関銃として使う状態のブレン

ジョージ・マクドナルド・フレイザーが彼の経験として書き記したこととして、1丁のブレンガンが8名からなる小銃分隊に配備されていたとしている。一人のブレンガン射手に対して、他の兵士は彼の「第二の射手」として、全員が予備のブレンガン用弾倉、交換用銃身を持ち、戦闘時には弾倉の交換を行った。時折は、一人の射手が自動小銃を扱うかのようにブレンガンを使用した。
小銃分隊の各兵士が携行するべきブレンガン用弾倉（装填済み）の数量は、時期によって定数が異なるが、一般的には2個～3個ずつであった。イギリス軍の1937年パターン装具において、各兵士が体の前面に2包ずつ携行するベーシックパウチないし多目的弾薬パウチは縦長の形状をしている。これは小銃弾（紙箱に包装された装弾クリップ）や各種手榴弾のほか、対戦車銃の弾薬や迫撃砲の砲弾、そしてブレンガンや各種短機関銃の弾倉にも対応できるよう考慮されているためである。ブレンガン弾倉の場合、ベーシックパウチは1包あたり2個、多目的弾薬パウチは同じく3個を収納できた。この様式の弾薬パウチは1939年・1944年・1958年の各パターン装具でも踏襲されている。
ブレンガンは車載機銃としても多用され、ユニバーサル・キャリア（一部はブレンガン・キャリアと呼ばれた）、戦車、装甲車に搭載された。ただし、戦車においては同軸機銃としてでなく、レイクマン対空機銃架などを用いた車載機銃として使用され、同軸機銃にはBesa（チェコスロバキアのZB vb53のイギリス仕様）が使用された。
ブレンガンは、イギリス軍兵士の間では、高い信頼性と戦闘効果により、高い評価を得た。このため、長い間他の武器と代替されなかった。
NATO弾（7.62mm弾）が制定されてからは、この弾丸に適合するように、制式名称L4として改修され、1980年代まで第一線にあった。それまでのリム付き弾薬からリムレス弾薬に変更されたため、大きく湾曲していた弾倉は（もとのチェコ設計の直線弾倉に似た）、より使いやすい湾曲の少ない弾倉に切り替えられた。円錐型のフラッシュハイダーは、同時代のL1 ライフルおよびL7汎用機関銃と同じような、スリット式のものに改修された。
歩兵用軽機関銃が、5.56mm弾薬を使用するミニミ軽機関銃に置き換えられ、ブレンガンL4はその運用を終えた。
インドやパキスタンなどの旧英領諸国では、現在も使用されている。

## 派生型

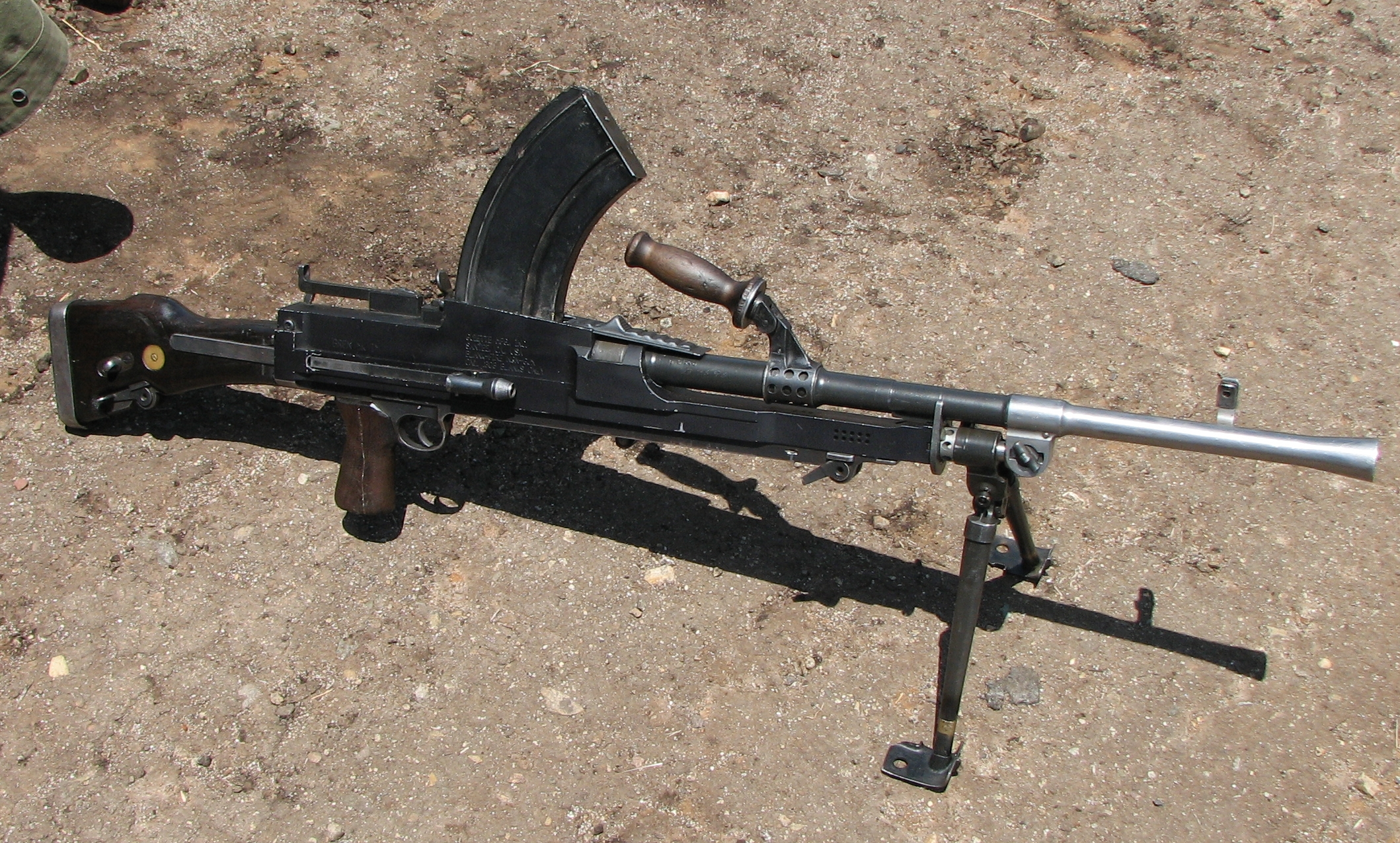
ブレン軽機関銃

### Mark 1（Mk.I）
1938年8月から運用開始、チェコの設計を元にしたブレンガンの基本形である。弾倉口の左側面には光学照準器を装着するための溝が設けられている。三脚に搭載する際には、銃床下部のサポートハンドルを外す必要がある。銃口消炎器からガスブロックにかけてはステンレス製の一体部品となっており、塗装や着色がなされていないため銀白色で、銃身前半にかぶせるように装着されている。二脚は個別に伸縮できる。
下記のMk.IIが登場する前に、光学照準器用の溝を廃止し、サポートハンドルを付属させないといった簡略化が試みられている。

### Mark 2（Mk.II）
1941年に登場、Mk.Iの簡略型。Mk.IIの外観上の特徴として、リアサイトがドラム調整型から起倒式のエレベーションサイト型になったこと、銃口消炎器・照星座・ガスブロックが別個の部品になったこと、光学照準器の取り付け座・コッキングハンドルの折り畳み機能・二脚の伸縮機能が廃止されたことが挙げられる。また銃床からは床尾上板やサポートハンドル取り付け部が廃止され、木部の形状も単純化された。生産性を上げるために機械加工が単純化されたが、肉抜き箇所が減ったことから、Mk.Iに比べて約500グラム重くなった。モノタイプ社やカナダ・イングリス社を通じて、多数の工場で部品が製造された。

### Mark 3（Mk.III）
エンフィールド工廠により、銃身を短くし軽量化を図ったもので、空挺部隊での使用向けや、1943年の東部戦線向けに製造された。ソビエト連邦にもレンドリース形式で供与されたが、弾薬が英軍仕様のままであったため、前線では使用されなかった。

### Mark 4（Mk.IV）
1944年に登場。Mk.IIにMk.IIIに準じた改造を施した仕様。

### L4
1958年に登場。すべてのブレンL4で7.62x51mm NATO弾が使用できる。L4の30連弾倉は湾曲の角度が浅くなっているため、303ブリティッシュ弾仕様と形状が異なり容易に見分けがつく。弾倉は同世代の制式小銃であるL1A1と互換性があった。フラッシュハイダーは、スリット式のものに改修された。L4のバージョンについては、次の表を参照。
| 制式名 | 特徴                                                               |
| ------ | ------------------------------------------------------------------ |
| L4A1   | ブレン Mk.IIIの二脚と鋼鉄製銃身をそのままに、口径のみ改修したもの  |
| L4A2   | ブレン Mk.IIIを基に口径を改修すると共に、二脚を軽量化したもの      |
| L4A3   | ブレン Mk.IIを改修したもの                                         |
| L4A4   | L4A2の鋼鉄製銃身を、クロムメッキを施した銃身に改修したもの         |
| L4A5   | L4A3をイギリス海軍向けに、銃身をクロム処理したもの                 |
| L4A6   | L4A1の銃身をクロム処理したもの                                     |
| L4A9   | L7汎用機関銃実用化までのつなぎとして、ブレンを車載用に改修したもの |

## 製造状況
- エンフィールド工廠 - 月産400丁
- ジョン・イングリス株式会社（英語版）（カナダ） - 1943年から追加生産を開始。ヴェロニカ・フォスターもここで勤務していた。
- リスゴー（オーストラリア）

## 使用状況
- イギリス軍全般
- イギリス連邦加盟国、および旧イギリス領諸国
- アイルランド国防軍（PDF & FCÁ）
- 蔣介石時代の中華民国国軍
- ソビエト連邦軍（東部戦線）

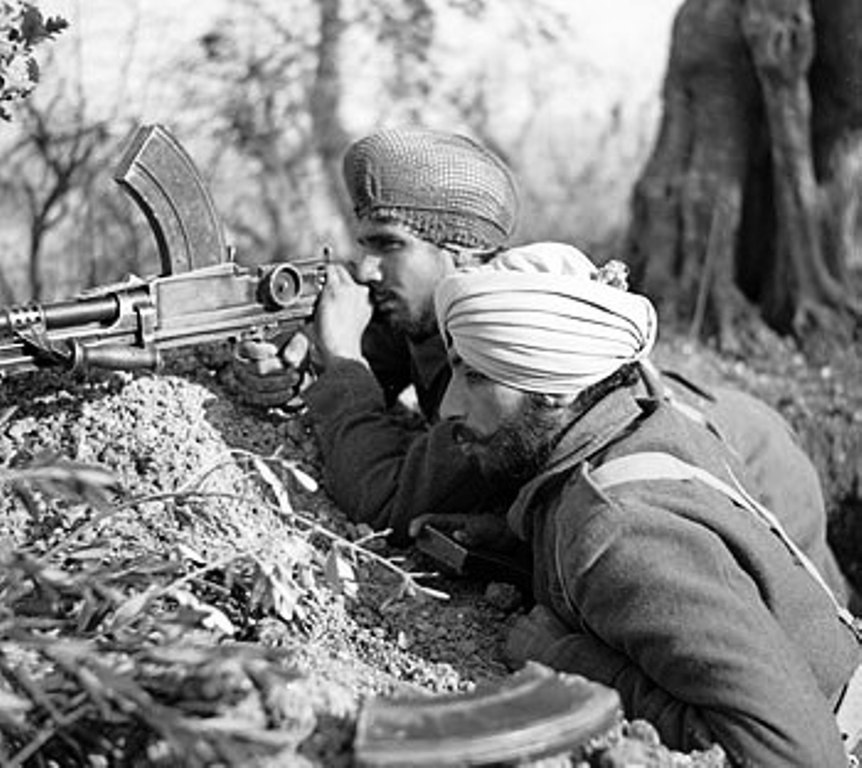
ブレン軽機関銃を構える英印軍シーク教徒兵士（1944年1月、イタリア戦線にて撮影）

- 第一次中東戦争（独立戦争）当時のイスラエル国防軍

## 登場作品

### 映画
『007シリーズ』
『007 ドクター・ノオ』
ドクター・ノオの私兵が使用。
『007 ロシアより愛をこめて』
『巨大猿怪獣コンガ』
『殺しの免許証』
『史上最大の作戦』
フラナガン一等兵が使用。
『太陽の帝国』
日本陸軍の九六式軽機関銃ないし九九式軽機関銃の代役として登場。
『つぐない』
『遠すぎた橋』
イギリス軍兵士が使用。
『ナヴァロンの要塞』
『ハムナプトラ3 呪われた皇帝の秘宝』
ジョナサン・カナハンが飛行機から射撃する。
『燃える戦場』
『ロック、ストック&トゥー・スモーキング・バレルズ』
『ワイルド・ギース』

### TVドラマ
『プリズナーNo.6』
「おとぎ話」（THE GIRL WHO WAS DEATH）の回で登場。

### アニメ・漫画・小説
『ストライクウィッチーズ』
主にペリーヌ・クロステルマン中尉が使用。
『零距離射撃88』
日本軍の軽機関銃と撃ちあうイギリス軍が使用。劇中で「イギリスのブレンガンも日本の99式も、元をただせばチェコのZB26。機関銃の親戚同士の大喧嘩」との台詞がある。厳密には、日本軍の軽機関銃（十一年式・九六式・九九式）はホチキス機関銃の影響を受けており、ZB26やブレンガンとは基本設計が異なる。
『平和への弾痕』
ベトコンの分隊支援火器。弾倉が湾曲していないので、7.62mm NATO弾仕様だと分かる。

### ゲーム
『HIDDEN & DANGEROUS 2』
『コール オブ デューティシリーズ』
『CoD』
イギリス軍のマシンガンとして登場する。
『CoD:UO』
イギリス軍のマシンガンとして登場する。
『CoD:FH』
イギリス軍のマシンガンとして登場する。
『CoD2』
イギリス軍のマシンガンとして登場する。
『CoD3』
イギリス軍・カナダ軍・ポーランド軍第1機甲師団のマシンガンとして登場する。
『CoD:WWII』

『バトルフィールド1942 シークレット・ウェポン』
SASの追加軽機関銃として登場する。
『バトルフィールドV』
援護兵の武器として登場。高い精度を誇る。イギリス軍のビークルにもドラムマガジン付きの物が搭載されている。